# دریابدها
زیرخانواده  دریابُدها (نام علمی: Limenitidinae) جزء تیره فرچه‌پایان و عضو بالاخانواده پروانه‌وارها می‌باشد.